# راتبك لحظي
راتبك لحظي هي منصة إلكترونية وتطبيق للهواتف الذكية في ليبيا أطلقها مصرف ليبيا المركزي، تقدم المنصة خدمة تُعرف بإسم الوصول المبكر للأجور المكتسبة (بالإنجليزية: Earned Wage Access)، والتي تتيح للموظفين الوصول إلى جزء من أجورهم التي اكتسبوها بالفعل خلال الشهر، قبل موعد استلام الراتب الرسمي ومباشرة لحساباتهم المصرفية بدلاً من الحوافظ والشيكات التقليدية.

## المفهوم والخلفية
تعتمد فكرة المنصة على نموذج "الوصول المبكر للأجور المكتسبة" (EWA)، وهو حل مالي يهدف إلى منح الموظفين مرونة مالية أكبر بين مواعيد استلام الرواتب. بدلاً من انتظار يوم الدفع المحدد، يمكن للموظف طلب جزء من المبلغ الذي استحقه عن الأيام التي عملها بالفعل. تُعد هذه الخدمة بديلاً عن السلف قصيرة الأجل أو البطاقات الائتمانية، وقد ظهرت في عدد من الأسواق العالمية قبل أن يتم تقديمها في منطقة الشرق الأوسط وشمال أفريقيا، ومن ضمنها ليبيا عبر هذه المنصة.

## التأسيس والإطلاق
تعود ملكية المنصة إلى شركة التقنية المالية الليبية للخدمات المالية وتم الإعلان عن إطلاق المنصة رسميًا في فبراير 2024.

## آلية العمل
تعمل المنصة كوسيط تقني بين الموظف وجهة العمل. تتطلب الخدمة اشتراك الشركة أو المؤسسة أولاً في المنصة وربط نظام الرواتب الخاص بها. بعد ذلك، يصبح بإمكان الموظفين المسجلين اتباع الخطوات التالية:
1. تحميل تطبيق "راتبك لحظي" على هواتفهم الذكية.
2. إنشاء حساب والتحقق من ارتباطهم بجهة عمل مشتركة في الخدمة.
3. يعرض التطبيق للموظف المبلغ المتاح للسحب، والذي يمثل نسبة من راتبه المكتسب بناءً على عدد أيام العمل التي قضاها في الشهر.
4. عند طلب السحب، يتم تحويل المبلغ إلى حساب الموظف البنكي خلال فترة زمنية قصيرة.
5. يتم خصم رسوم ثابتة أو نسبة مئوية صغيرة مقابل كل عملية سحب.
6. في نهاية الشهر، تقوم جهة العمل بصرف الراتب الكامل للموظف بعد خصم المبالغ التي سحبها مسبقًا عبر المنصة.